# Candidaturas a los Juegos Olímpicos de 2020
Seis ciudades presentaron sus candidaturas para acoger los Juegos Olímpicos de 2020, formalmente conocidos como los Juegos de la XXXII Olimpiada. Roma, una de las seis candidaturas presentó la cancelación del proyecto, por lo que quedaron 5 candidaturas activas. Después de una evaluación técnica de las cinco ciudades aspirantes, las tres ciudades candidatas fueron preseleccionadas el 23 de mayo de 2012, convirtiéndose en candidatas oficiales Estambul, Madrid y Tokio. Las ciudades aspirantes que no fueron preseleccionadas fueron Bakú y Doha. La decisión del COI se dio a conocer el 7 de septiembre de 2013 tras la votación en Buenos Aires, Argentina en el marco de la 125.ª Sesión del COI.
La celebración de la 125.ª Sesión en Buenos Aires se decidió el 11 de febrero de 2010 en la ciudad de Vancouver, Canadá, durante la 122.ª sesión del Comité Olímpico Internacional con motivo especial de la celebración de los Juegos Olímpicos de Vancouver 2010. La capital argentina se impuso por 58 a 31 votos contra la capital de Malasia, Kuala Lumpur.

## Ciudades candidatas

### Estambul
El 31 de agosto de 2011 el primer ministro Tayyip Erdogan anunció que Estambul, Turquía, sería candidata. De esta forma, la ciudad turca intentó, por quinta vez, ser la sede de unos Juegos Olímpicos. La antigua capital turca ya había sido designada para organizar diversos campeonatos mundiales durante 2012-2013, como el Campeonato Mundial de Natación en Piscina Corta de 2012, la Copa Mundial de Fútbol Sub-20 de 2013, el Campeonato Mundial de Atletismo en Pista Cubierta de 2012, el WTA Tour Championships 2011, y de la Euroliga 2011-12, entre otros. El Estadio Olímpico Atatürk fue inaugurado en 2004 con el motivo de la Final de la Liga de Campeones de la UEFA 2004-05.

### Madrid
El Ayuntamiento de Madrid, España, hizo pública la candidatura de la ciudad a los Juegos Olímpicos de 2020 el 13 de julio de 2011. Éste fue el cuarto intento de la capital española por conseguir unos juegos y el tercero consecutivo. Alejandro Blanco, presidente del COE (Comité Olímpico Español) fue el presidente de la candidatura. Madrid ya contaba con el 80% de las sedes ya construidas, según su candidatura anterior. El logotipo de Madrid 2020, que fue diseñado por un estudiante de diseño gráfico, representaba cinco arcos que recordaban a los de la Puerta de Alcalá y los aros olímpicos, y la leyenda "m20" en su interior. El Príncipe de Asturias, Don Felipe de Borbón fue el presidente de Honor.[cita requerida]

### Tokio
Yasuhiro Nakamori, del Comité Olímpico Japonés (JOC), hizo un anuncio formal el 16 de julio de 2011 de que Tokio lucharía por la sede de los Juegos Olímpicos de Verano 2020, a pesar del devastador terremoto y tsunami que afectó a Japón. Este fue el segundo intento consecutivo de la capital nipona. Tokio presentó su logotipo el 30 el noviembre de 2011.

### Aspirantes que no pasaron el corte

#### Bakú
El ministro de Juventud y Deportes de Azerbaiyán anunció qué Bakú se presentaría como candidata para organizar los Juegos Olímpicos de 2020. Bakú estaba construyendo un estadio olímpico con una capacidad de aforo de 64.000 espectadores que sería inaugurado en 2015. Azerbaiyán organizaría la Copa Mundial Femenina de Fútbol Sub-17 de 2012. En diciembre de 2011, la candidatura reveló su logo, y su eslogan Juntos Podemos (Together we can).

#### Doha
El Comité Olímpico de Catar anunció el 26 de agosto de 2011 su intención de presentar la candidatura de su capital, Doha, para organizar los Juegos de verano de 2020. Catar ha organizado los Juegos Asiáticos de 2006, además de serle otorgada la Copa Mundial de fútbol de 2022. Doha espera cumplir con el parámetro de fechas para organizar los juegos en septiembre u octubre debido a las altas temperaturas del verano, ya que esa fue la razón principal del rechazo de su candidatura para los juegos de 2016 (ganados por Río de Janeiro), pese a que Doha obtuvo mejor calificación en la fase de aspirantes.

### Evaluación de las ciudades aspirantes
| Criterio                                  | BAK                   | BAK                   | DOH              | DOH              | EST                | EST                | MAD               | MAD               | TOK              | TOK              |
| Criterio                                  | Bandera de Azerbaiyán | Bandera de Azerbaiyán | Bandera de Catar | Bandera de Catar | Bandera de Turquía | Bandera de Turquía | Bandera de España | Bandera de España | Bandera de Japón | Bandera de Japón |
| Criterio                                  | Min                   | Max                   | Min              | Max              | Min                | Max                | Min               | Max               | Min              | Max              |
| ----------------------------------------- | --------------------- | --------------------- | ---------------- | ---------------- | ------------------ | ------------------ | ----------------- | ----------------- | ---------------- | ---------------- |
| Alojamiento                               | 3.0                   | 5.0                   | 5.0              | 8.0              | 6.0                | 8.0                | 8.0               | 9.0               | 9.0              | 10               |
| Apoyo gubernamental y público             | 7.0                   | 9.0                   | 8.0              | 9.0              | 8.0                | 9.0                | 7.0               | 9.0               | 6.0              | 9.0              |
| Aspectos legales, aduanas e inmigración   | 6.0                   | 7.0                   | 6.0              | 7.0              | 7.0                | 9.0                | 7.0               | 9.0               | 7.0              | 9.0              |
| Centro de Prensa e IBC                    | 4.0                   | 6.0                   | 7.0              | 9.0              | 6.0                | 8.0                | 6.0               | 9.0               | 8.0              | 9.0              |
| Concepto de Juegos y Sedes de competición | 4.0                   | 7.0                   | 5.0              | 8.5              | 6.0                | 8.0                | 8.0               | 9.0               | 7.0              | 9.0              |
| Energía                                   | 4.0                   | 5.5                   | 7.0              | 9.0              | 6.0                | 8.0                | 8.0               | 9.0               | 5.0              | 8.0              |
| Experiencia deportiva                     | 3.5                   | 5.5                   | 5.0              | 7.5              | 5.5                | 7.0                | 7.5               | 8.5               | 7.0              | 8.0              |
| Finanzas y Marketing                      | 4.0                   | 6.0                   | 8.0              | 9.0              | 6.0                | 8.0                | 5.0               | 8.0               | 7.0              | 8.0              |
| Medioambiente y meteorología              | 4.0                   | 7.0                   | 4.0              | 6.0              | 5.0                | 7.0                | 7.5               | 9.0               | 5.5              | 8.0              |
| Protección y Seguridad                    | 4.0                   | 6.0                   | 6.0              | 7.0              | 6.0                | 7.0                | 7.0               | 8.0               | 7.0              | 9.0              |
| Servicios Médico y Control Antidopaje     | 5.0                   | 7.0                   | 8.0              | 9.0              | 7.0                | 8.0                | 8.0               | 9.0               | 8.0              | 9.0              |
| Telecomunicaciones                        | 5.0                   | 7.0                   | 7.0              | 8.0              | 6.0                | 8.0                | 9.0               | 9.0               | 9.0              | 9.0              |
| Transporte                                | 4.0                   | 7.0                   | 6.0              | 8.0              | 5.0                | 7.0                | 8.0               | 9.0               | 8.0              | 9.0              |
| Villa Olímpica                            | 5.0                   | 8.0                   | 7.0              | 9.5              | 6.0                | 8.0                | 7.0               | 9.0               | 8.0              | 9.0              |
| Visión y legado                           | -                     | -                     | -                | -                | -                  | -                  | -                 | -                 | -                | -                |

     Mejor nota de todas

     Peor nota de todas

     Mejor nota del criterio

     Peor nota del criterio

### Aspirantes retiradas

#### Roma
El alcalde de Roma propuso la candidatura de la ciudad, el 5 de julio de 2007. Tras enfrentar a Venecia en un proceso interno, el Comité Olímpico Italiano confirmó la candidatura de Roma para los Juegos Olímpicos de 2020. Pero el 14 de febrero de 2012 el primer ministro italiano, Mario Monti, anunció su retirada de la carrera olímpica, debido a la coyuntura económica que impidió al gobierno poder avalar los gastos presupuestados.

## Proceso de selección
El calendario del proceso de selección de la ciudad sede fue aprobado por el Comité Olímpico Internacional (COI):
- 2011:

16 de mayo – El Comité Olímpico Internacional (COI) envió cartas de invitación a los Comités Olímpicos Nacionales (CON) para presentar sus ciudades candidatas.
Julio y agosto – El COI solicitó a las CON enviar cartas con relación al cumplimiento de los códigos de la Agencia Mundial Antidopaje antes del 29 de julio. El COI también solicitó la presentación de las fechas propuestas si las candidatas deseaban que los juegos se celebraran fuera del período normal de la COI (15 de julio al 31 de agosto). El COI respondió a las CON sobre estos puntos a finales de agosto.
1 de septiembre – Fecha límite para presentar los nombres de las ciudades interesadas en la sede de los Juegos Olímpicos de Verano 2020.
2 de septiembre – El COI confirmó haber recibido seis aspirantes.
3 – 4 de noviembre – El COI celebró un seminario de información para los solicitantes.
8 de diciembre – Se realizó el sorteo oficial de los grupos.
- 2012:

15 de febrero – Se presentaron los Expedientes de las ciudades y cartas de garantía ante el COI.
23 de mayo – En la ciudad canadiense de Quebec, la Junta Ejecutiva del COI eligió a las ciudades candidatas oficiales.
27 de julio – 12 de agosto – Programa de observadores de los Juegos Olímpicos en los Juegos de la XXX Olimpiada celebrados en Londres.
 14 – 21 de noviembre – En Río de Janeiro se celebró un debriefing sobre los Juegos Olímpicos de 2012.
- 2013:

7 de enero – Los Expedientes de candidatura son presentados.
4 – 7 de marzo – La Comisión de Evaluación del COI visitó Tokio.
18 – 21 de marzo – La Comisión de Evaluación del COI visitó Madrid.
24 – 27 de marzo – La Comisión de Evaluación del COI visitó Estambul.
25 de junio – Reporte de la Comisión de Evaluación del COI.
3 – 4 de julio – Sesión informativa de las ciudades candidatas ante los miembros del COI en Lausana.
7 de septiembre – Elección de la sede de los Juegos Olímpicos de 2020 en la 125ª Sesión del Comité Olímpico Internacional en Buenos Aires.
| Predecesor: Río de Janeiro 2016 | XXXII Juegos Olímpicos de Verano Tokio 2020 | Sucesor: París 2024 |